# Mother City FC
El Mother City FC fue un equipo de fútbol de Sudáfrica que jugó en la Liga Premier de Sudáfrica, la primera categoría de fútbol del país.

## Historia
Fue fundado en el año 1999 en Ciudad del Cabo luego de que adquirieron la vacante que dejó la fusión de los equipos Seven Stars FC y Cape Town Spurs FC para crear al Ajax Cape Town FC. El nombre del club es porque a Ciudad del Cabo se le conoce como Mother City (en español: Ciudad Madre) debido a que fue la primera ciudad creada en Sudáfrica a mediados del siglo XVII.
En la temporada 1999/2000 fue la primera y única temporada del club luego de que terminara en último lugar entre 18 equipos donde solo ganó dos de los 34 partidos que jugó y descendió a la Primera División de Sudáfrica.
Dos temporadas después el club descendería a la Segunda División de Sudáfrica al finalizar en último lugar de su grupo entre 14 equipos donde solo ganó uno de los 26 partidos de la temporada, desapareciendo en 2002 como equipo profesional aunque todavía está activo en divisiones menores.
En 2010 nace otro equipo llamado Mother City FC, pero este equipo tiene colores diferentes y no tiene ninguna relación con el equipo original ya que su uniforme está inspirado en la Manchester City FC.

## Temporadas
| Temporada | División                                 | Pos. | J  | G | E  | P  | GF | GC  | Pts. | Ref.  |
| --------- | ---------------------------------------- | ---- | -- | - | -- | -- | -- | --- | ---- | ----- |
| 1999–00   | ABSA Premiership                         | 18º  | 34 | 2 | 4  | 28 | 22 | −85 | 10   | [ 5 ] |
| 2000–01   | National First Division (Coastal Stream) | 8º   | 26 | 9 | 8  | 9  | 32 | −31 | 32   | [ 6 ] |
| 2001–02   | National First Division (Coastal Stream) | 14º  | 26 | 1 | 10 | 15 | 20 | −41 | 13   | [ 7 ] |

## Entrenadores
- Bernard Hartze (1999–2000)[8]